# Artoria palustris
Artoria palustris är en spindelart som beskrevs av Dahl 1908. Artoria palustris ingår i släktet Artoria och familjen vargspindlar. Inga underarter finns listade i Catalogue of Life.